# District Council of Tumby Bay
District Council of Tumby Bay is een Local Government Area (LGA) in de Australische deelstaat Zuid-Australië.